# カルロス・ラトゥッフ

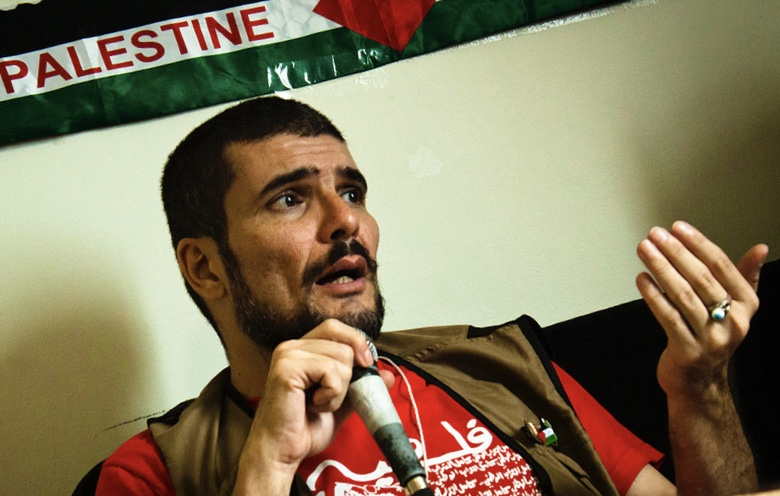
カルロス・ラトゥッフ

カルロス・エンリケ・ラトゥッフ・デ・ソウサ（Carlos Henrique Latuff de Sousa、1968年11月30日 - ）は、ブラジルの政治風刺漫画家。リオデジャネイロで生まれた。レバノン系ブラジル人。

## 作品

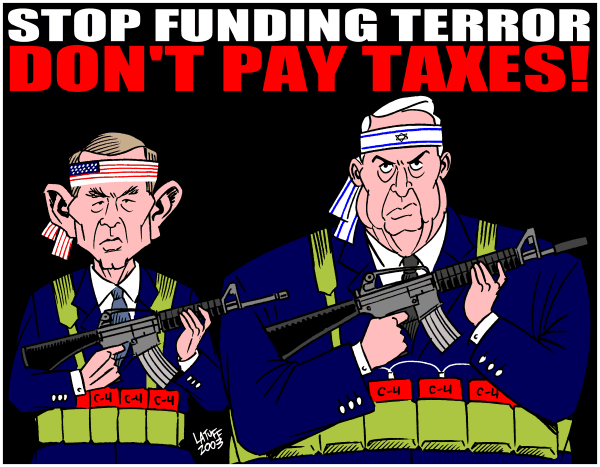
ブッシュとシャロンをテロリストとして描画。

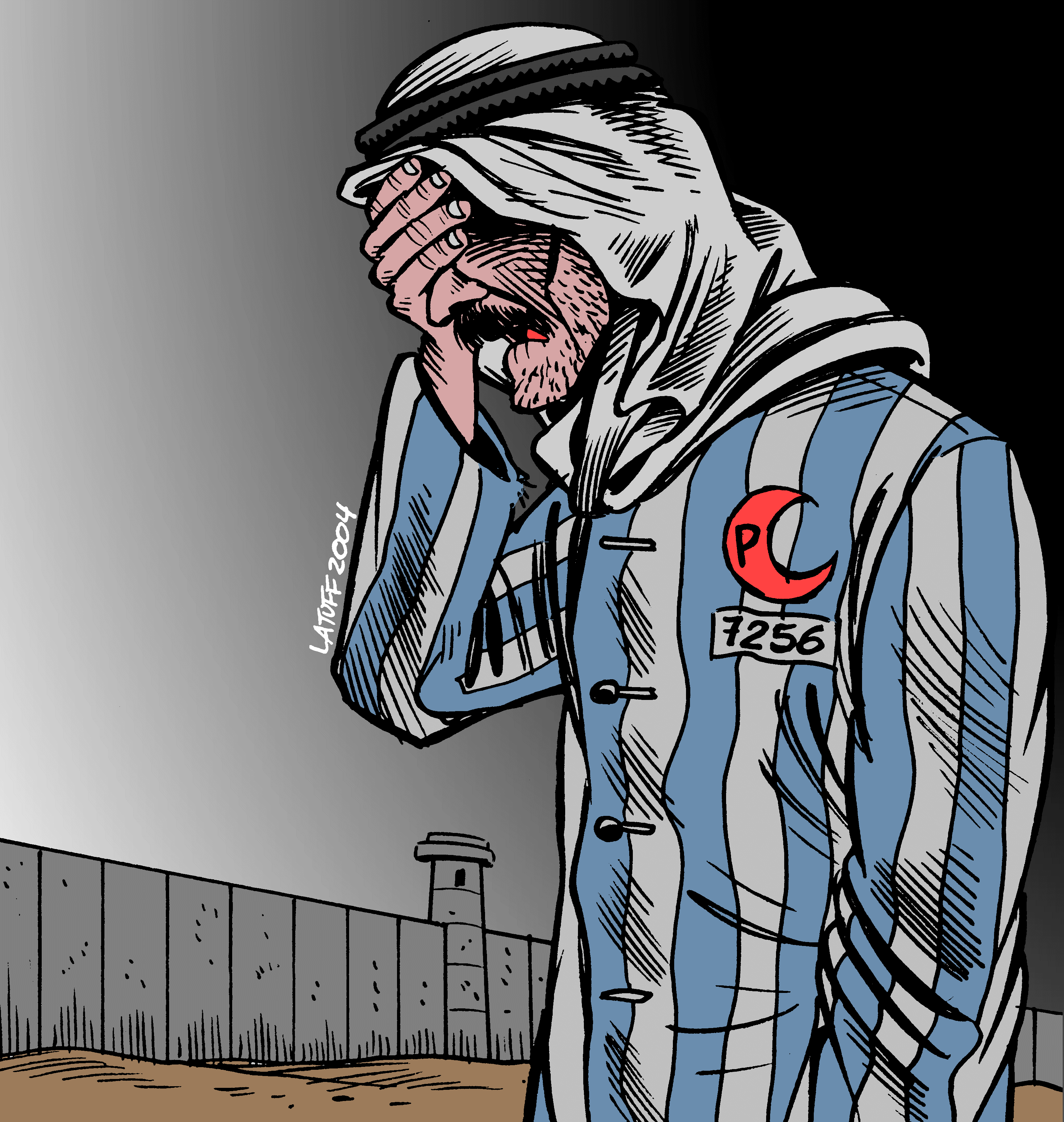
ゲットーに閉じ込められたパレスチナ人。

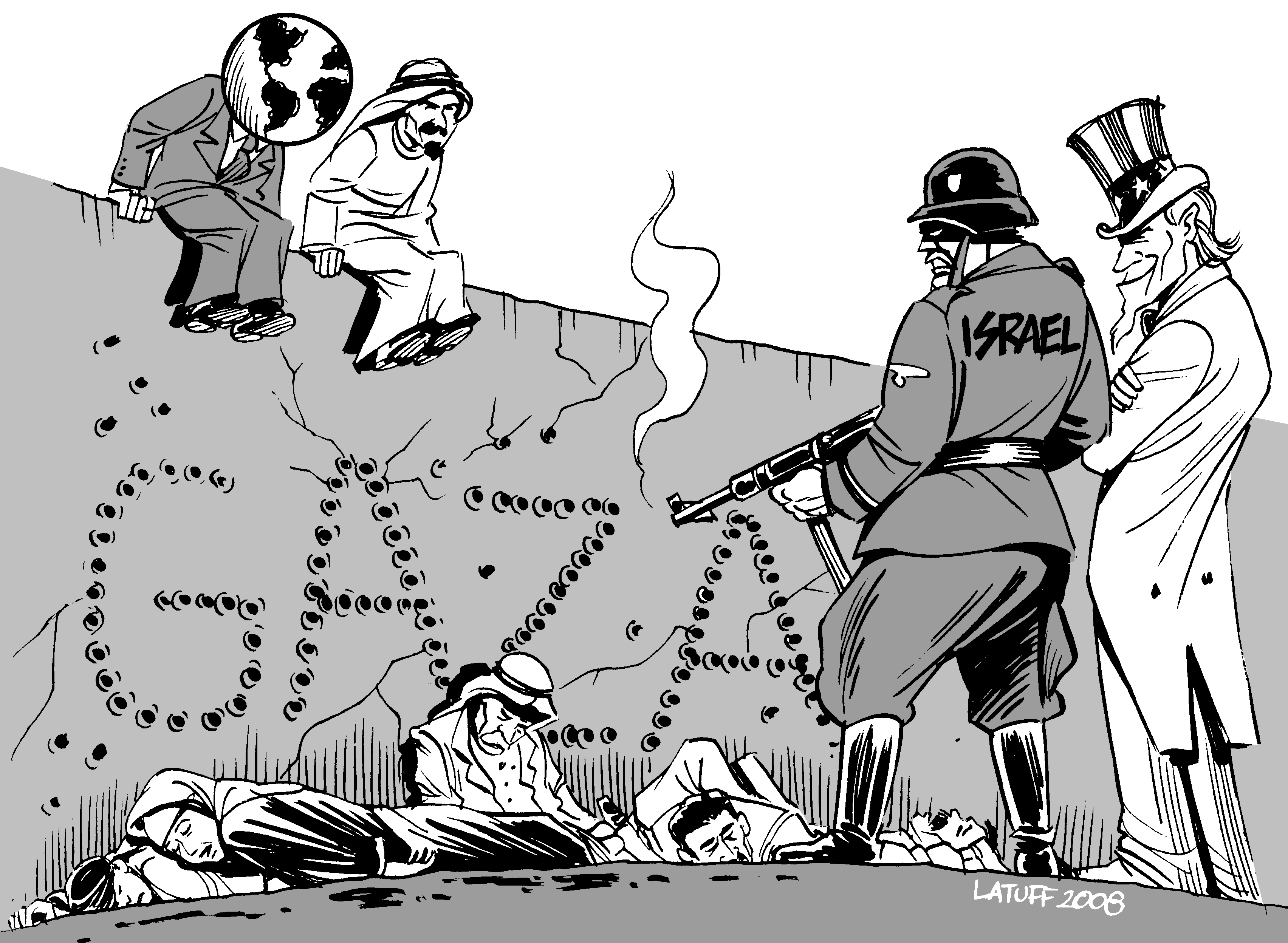
ナチスの軍服に身を包んだイスラエルが多数のパレスチナ人を銃殺、隣でアンクル・サムが満足げに微笑んでいる。

ラトゥッフは多数の政治風刺漫画を描いているが、特に、ブッシュ政権下のアメリカ合衆国と、現在のイスラエルに対して極めて批判的な風刺画を多数描いている。彼の作品は新聞のみならず、インディペンデント・メディア・センターのウェブサイトやブログなどに掲載されている。

## 評価
イスラエルやアメリカに痛烈な批判を込めた風刺画が世界で人気を得る一方、アメリカ人やユダヤ人の側には、ラトゥッフが「反ユダヤ主義者」であると非難する人も多い。これについてラトゥッフはアメリカの週刊誌のインタビューで次のように述べている。
「僕はユダヤ人やユダヤ教に焦点を当てているわけじゃないんだ。僕の焦点は国家としてのイスラエルや、アメリカの衛星国としてのイスラエル政府であり、そして、パレスチナ人に対するイスラエルの持つポリシーなんだ。それは、パレスチナ人に圧制を敷いているイスラエルのユダヤ人なんだ。僕を中傷する人たちは、僕の漫画の中でダビデの星が使われていることが、僕が反ユダヤ主義者である反論できない証明だと言っている。でも、イスラエル側が神聖で宗教的なモチーフを国家の象徴（例えばF-16戦闘機の国籍マークなど）にしているなら、それは僕の誤りじゃないよ」